# Aboubacar Lô
Aboubacar Lô, né le 2 janvier 2000 à Dakar au Sénégal, est un footballeur sénégalais qui évolue au poste de défenseur central à l'Amiens SC.

## Biographie

### Jeunesse et formation
Né à Dakar au Sénégal, Aboubacar Lô commence le football avec l'AS Génération Foot, son club formateur, jusqu'en 2019, année où il rejoint le FC Metz, en Moselle pour quatre saisons.
Lors de la saison 2019-2020, Aboubacar joue uniquement avec l'équipe réserve du FC Metz, alors en National 3. Il est directement titulaire lors de la première journée du championnat face au CSO Amnéville. Il participe à treize matchs avec sa nouvelle équipe.

### Débuts professionnels et prêts
Lors de la saison 2020-2021, le joueur est prêté dans le club satellite du FC Metz en Belgique ; le RFC Seraing, club évoluant alors en Challenger Pro League (deuxième division du pays).
Pour la saison 2021-2022, Aboubacar est prêté en France cette fois-ci, dans le championnat de National 1, au SO Cholet.
Il est titulaire lors de la première journée de championnat face à LB Châteauroux (défaite deux buts à zéro). Son premier but intervient lors du match face à l'US Orléans lors de la dixième journée de National 1. Il enchaîne par la suite vingt-six matchs avec son club au total pour six buts inscrit.

### Début au FC Metz
De retour de son prêt au SO Cholet en National 1, Aboubacar joue son premier match professionnel avec le FC Metz lors de la vingt-deuxième journée de Ligue 2 face à l'Amiens SC en entrant à la place d'Habib Maïga en fin de match.
En mars 2023, le joueur prolonge son contrat de trois saisons.
Il est titulaire pour la première fois avec le FC Metz la saison suivante lors de la vingt-septième journée de Ligue 1 face à l'AS Monaco FC lors d'une défaite cinq buts à deux.
En juillet 2025, il quitte le club, libre de tout contrat.

## Statistiques
| Saison                | Club                  | Championnat           | Championnat | Championnat | Championnat | Coupe(s) nationale(s) | Coupe(s) nationale(s) | Coupe(s) nationale(s) | Play-offs | Play-offs | Play-offs | Total | Total | Total |
| Saison                | Club                  | Division              | M.          | B.          | P.d.        | M.                    | B.                    | P.d.                  | M.        | B.        | P.d.      | M.    | B.    | P.d.  |
| 2021-2022             | SO Cholet (prêt)      | National              | 28          | 6           | 0           | 4                     | 0                     | 0                     | -         | -         | -         | 32    | 6     | 0     |
| 2022-2023             | FC Metz               | Ligue 2               | 5           | 0           | 0           | -                     | -                     | -                     | -         | -         | -         | 5     | 0     | 0     |
| 2023-2024             | FC Metz               | Ligue 1               | 6           | 0           | 0           | -                     | -                     | -                     | -         | -         | -         | 6     | 0     | 0     |
| 2024-2025             | FC Metz               | Ligue 2               | 16          | 0           | 0           | 3                     | 0                     | 0                     | -         | -         | -         | 19    | 0     | 0     |
| Sous-total            | Sous-total            | Sous-total            | 27          | 0           | 0           | 3                     | 0                     | 0                     | -         | -         | -         | 30    | 0     | 0     |
| Total sur la carrière | Total sur la carrière | Total sur la carrière | 55          | 6           | 0           | 7                     | 0                     | 0                     | -         | -         | -         | 62    | 6     | 0     |

## Palmarès
FC Metz
- Championnat de France de deuxième division :
  - Vice-champion en 2023.